# 4 Vesta
4 Vesta (mednarodno ime je tudi 4 Vesta) je drugi največji asteroid v glavnem asteroidnem pasu s premerom 530 km in predvideno maso 12 % celotne mase asteoroidnega pasu. Je tudi najbolj svetel asteroid in edini, ki je bil viden s prostim očesom (poleg Cerere) v izredno dobrih vidnih razmerah.
Asteroid je 29. marca 1807 odkril Heinrich Wilhelm Mathias Olbers.